# سولفید لیتیم
لیتیم سولفید (به انگلیسی: Lithium sulfide) با فرمول شیمیایی Li۲ یک ترکیب شیمیایی با شناسه پاب‌کم ۱۰۲۹۰۷۲۷ است؛ که جرم مولی آن 45.95 g/mol می‌باشد. شکل ظاهری این ترکیب، جامد سفید است.

## واکنش‌ها و کاربردها
لیتیم سولفید در ساخت باتری‌های لیتیم-گوگرد کاربرد دارد.